# Marc Blondel
Pour les articles homonymes, voir Blondel.
Marc Blondel, né le 2 mai 1938 à Courbevoie (Seine), et mort le 16 mars 2014 à Paris 5e, est un syndicaliste français.
Secrétaire général de la CGT-Force ouvrière du 4 février 1989 au 7 février 2004 (réélu en mai 1992, mars 1996 et mars 2000), il défend farouchement les principes d'indépendance de Force ouvrière ; il mène le combat revendicatif sur les retraites (contre le plan Juppé de 1995, contre la loi des 35 heures, contre la réforme Fillon de 2003), pour la défense de la Sécurité sociale (contre sa fiscalisation), pour la laïcité ou encore pour la libre négociation.
Il veut incarner une forme de syndicalisme réformiste, le syndicalisme « de la feuille de paie », différente de celle mise en œuvre par la CFDT, qu'il considère comme du « syndicalisme d'accompagnement » et du « syndicalisme rassemblé » prôné par la CGT.

## Biographie
Fils de militaire et petit-fils de mineur, Marc Fiacre Henri Blondel passe son enfance à Hénin-Liétard (devenue Hénin-Beaumont). Se revendiquant comme enfant des corons, il entretiendra « son » mythe ouvrier en cultivant notamment son image « bretelles et savates » au bureau, « casquette et écharpe rouge » lors des manifestations. Il quitte Hénin-Liétard pour Paris après son baccalauréat. Il enchaîne les petits boulots (enseignant, auxiliaire des PTT, garçon de café, vendeur sur les marchés) pour payer ses études de droit qu'il ne mènera pas à leur terme, puis milite à l'UNEF et se syndique à Force ouvrière en 1958.
En 1960-1961, il devient secrétaire du syndicat des organismes sociaux de la région parisienne et secrétaire permanent de l'union syndicale des employés de la région parisienne. De 1963 à 1970, il reprend son activité salariée[Laquelle ?]. Il devient franc-maçon en 1961 sous l'influence de Fred Zeller, puis membre de la loge « République » du Grand Orient de France. Adhérent au Parti socialiste, Marc Blondel est proche du courant de pensée trotskiste lambertiste, prêtant notamment à cette époque les locaux de sa section syndicale à l'OCI animée par Pierre Lambert,.
En 1965, il est élu secrétaire de la Fédération des employés et cadres (FEC).
En 1973, il est élu membre de l'exécutif de la Fédération internationale des employés, techniciens et cadres (FIET). En 1974, il est élu secrétaire général de la FEC, puis, en 1980, membre du bureau confédéral de Force ouvrière. Le 4 février 1989, il est élu secrétaire général de FO avec 53,6 % des voix contre Claude Pitous, le « dauphin » d'André Bergeron.
De 1981 à 1993, Marc Blondel est membre du conseil d'administration du Bureau international du travail (BIT). Il est réélu à la tête de FO à une majorité écrasante en 1992 (98 %), 1996 (85 %) et 2000. Il s'illustre notamment comme un des principaux meneurs lors des grèves de 1995. En 1998, il s'oppose au projet de loi sur la réduction du temps de travail (loi des 35 heures), annonçant que celle-ci aurait pour conséquence une baisse du pouvoir d’achat des salariés. En 2003, s'opposant à la réforme des retraites menée par François Fillon, il demande « le retour aux 37,5 ans de cotisation pour tous ».
En 2004, lors du XXe congrès de Force ouvrière, il ne se représente pas au secrétariat général. Jean-Claude Mailly lui succède.
Marc Blondel s'est engagé dans la défense des droits humains, inséparables pour lui des droits sociaux. Il cosigna un appel demandant qu'une délégation du Comité des droits de l'enfant de l'ONU rende visite à un enfant tibétain en résidence surveillée depuis 1995 en Chine, Gedhun Choekyi Nyima, reconnu comme 11e panchen-lama par le 14e dalaï lama.
En juillet 2007, il devient président de la Fédération nationale de la libre pensée (FNLP). Il  s'affirme antimilitariste et pacifiste et milite à la FNLP notamment pour la réhabilitation collective des soldats fusillés pour l'exemple pendant la Première guerre mondiale.
Souffrant d'une grave insuffisance cardiaque, il meurt le 16 mars 2014 dans la soirée à l'hôpital du Val-de-Grâce à Paris, à la suite de troubles cardiaques. Il est incinéré le 22 mars 2014 au crématorium du cimetière du Père-Lachaise dans le 20e arrondissement de Paris.

### Démêlés judiciaires
Le conseil de prud'hommes de Paris a condamné Force ouvrière, en novembre 2001, à verser 88 594 euros à son ancien chauffeur pour non-respect du code du travail (horaires dépassés, heures supplémentaires non payées, congés non respectés, non-respect du temps de repos hebdomadaire, etc.).
Marc Blondel a été par ailleurs mis en examen pour avoir fait financer par la mairie de Paris pendant 10 ans le salaire de son garde du corps. Force ouvrière a accepté de rembourser les 280 000 euros à l'hôtel de ville.

### Autres fonctions
- Membre du comité exécutif et vice-président de la Confédération européenne des syndicats (CES) de 1990 à 2003[18].
- Vice-président en 1989 de la Confédération internationale des syndicats libres (CISL)[19].
- Membre adjoint du Conseil d'administration du Bureau international du travail (délégué des travailleurs) de 1996 à 2008[20].

### Passion taurine
Marc Blondel a longtemps été, et cela jusqu'à sa mort, un aficionado reconnu. En 1986, il a été le fondateur de La Querencia de Paris,, qui est l'un des deux principaux clubs taurins de Paris. Depuis la fondation de La Querencia, Blondel a toujours apporté son soutien au club lors de ses rencontres et conférences sur la tauromachie, activités que le club perpétue de nos jours. Il considérait que l'interdiction de la corrida en Espagne était avant tout de source politique.

### Vie privée
Veuf, Marc Blondel épouse en décembre 1996, en secondes noces, sa secrétaire et compagne depuis 20 ans Josiane Gobert.

## Publications
- Qu'est-ce que Force ouvrière ?, L'Archipel, 2002
- Avec Éric Yung, Rebelle, Le Cherche midi, 2015  (ISBN 978-2-7491-2256-4)